# Sidi Boubekeur
Sidi Boubekeur (în arabă سيدي بوبكر) este o comună din provincia Saïda, Algeria.
Populația comunei este de 19.282 de locuitori (2008).